# Казахстан на летних Азиатских играх 2010
На Летних Азиатских играх 2010 года в Гуанчжоу спортсмены Казахстана завоевали 18 золотых, 23 серебряных и 38 бронзовых медалей, что вывело страну на 5-е место в неофициальном командном зачёте.

## Медалисты
| Медаль | Спортсмен                                      | Вид спорта                | Дисциплина                                    |
| ------ | ---------------------------------------------- | ------------------------- | --------------------------------------------- |
| Золото | Данияр Елеусинов                               | Бокс                      | Мужчины, до 64 кг                             |
| Золото | Серик Сапиев                                   | Бокс                      | Мужчины, до 69 кг                             |
| Золото | Елена Шалыгина                                 | Вольная борьба            | Женщины, до 63 кг                             |
| Золото | Анна Алябьева                                  | Художественная гимнастика | Женщины, личное первенство                    |
| Золото | Сборная                                        | Водное поло               | Мужчины                                       |
| Золото | Сборная                                        | Художественная гимнастика | Женщины, командное первенство                 |
| Золото | Дархан Ассадилов                               | Каратэ                    | Мужчины, до 60 кг                             |
| Золото | Ринат Сагандыков                               | Каратэ                    | Мужчины, до 67 кг                             |
| Золото | Дмитрий Карпов                                 | Лёгкая атлетика           | Мужчины, десятиборье                          |
| Золото | Ольга Рыпакова                                 | Лёгкая атлетика           | Женщины, тройной прыжок                       |
| Золото | Ольга Терешкова                                | Лёгкая атлетика           | Женщины, 400 м                                |
| Золото | Маргарита Мацко                                | Лёгкая атлетика           | Женщины, 800 м                                |
| Золото | Сборная                                        | Регби                     | Женщины                                       |
| Золото | Нурмахан Тыналиев                              | Греко-римская борьба      | Мужчины, до 120 кг                            |
| Золото | Майя Манеза                                    | Тяжёлая атлетика          | Женщины, до 63 кг                             |
| Золото | Светлана Подобедова                            | Тяжёлая атлетика          | Женщины, до 75 кг                             |
| Золото | Илья Ильин                                     | Тяжёлая атлетика          | Мужчины, до 94 кг                             |
| Золото | Юлия Дришлюк Галина Беляева Зауреш Байбусинова | Стрельба                  | Женщины, пистолет, 25 м, командное первенство |

| Медаль  | Спортсмен                                                            | Вид спорта                  | Дисциплина                                                     |
| ------- | -------------------------------------------------------------------- | --------------------------- | -------------------------------------------------------------- |
| Серебро | Биржан Жакыпов                                                       | Бокс                        | Мужчины, до 49 кг                                              |
| Серебро | Иван Дычко                                                           | Бокс                        | Мужчины, свыше 91 кг                                           |
| Серебро | Марина Масленко Виктория Яловцева Маргарита Мацко Ольга Терешкова    | Лёгкая атлетика             | Женщины, эстафета 4×400 м                                      |
| Серебро | Наталья Ивонинская                                                   | Лёгкая атлетика             | Женщины, 100 м с барьерами                                     |
| Серебро | Ольга Рыпакова                                                       | Лёгкая атлетика             | Женщины, прыжки в длину                                        |
| Серебро | Евгений Эктов                                                        | Лёгкая атлетика             | Мужчины, тройной прыжок                                        |
| Серебро | Александр Дядчук                                                     | Гребля на байдарках и каноэ | Мужчины, каноэ-одиночка, 200 м                                 |
| Серебро | Наталья Сергеева                                                     | Гребля на байдарках и каноэ | Женщины, байдарка-одиночка, 500 м                              |
| Серебро | Алексей Дергунов Александр Емельянов                                 | Гребля на байдарках и каноэ | Мужчины, байдарка-двойка, 1000 м                               |
| Серебро | Александр Емельянов Евгений Алексеев Дмитрий Торлопов Евгений Егоров | Гребля на байдарках и каноэ | Мужчины, байдарка-четвёрка, 1000 м                             |
| Серебро | Дархан Баяхметов                                                     | Греко-римская борьба        | Мужчины, до 66 кг                                              |
| Серебро | Асет Мамбетов                                                        | Греко-римская борьба        | Мужчины, до 96 кг                                              |
| Серебро | Эльмир Алимжанов Александр Аксенов Дмитрий Грязнов Сергей Шабалин    | Фехтование                  | Мужчины, шпага, командное первенство                           |
| Серебро | Феруза Ергешова                                                      | Тхэквондо                   | Женщины, до 73 кг                                              |
| Серебро | Оксана Назарова Светлана Германович                                  | Академическая гребля        | Женщины, двойки                                                |
| Серебро | Юрий Мелситов                                                        | Стрельба                    | Мужчины, винтовка, 50 м                                        |
| Серебро | Юрий Юрков Виталий Довгун Игорь Пирекеев                             | Стрельба                    | Мужчины, винтовка с трёх положений, 50 м, командное первенство |
| Серебро | Ольга Довгун                                                         | Стрельба                    | Женщины, винтовка, 50 м                                        |
| Серебро | Сборная                                                              | Водное поло                 | Женщины                                                        |
| Серебро | Кирилл Павлов                                                        | Тяжёлая атлетика            | Мужчины, до 77 кг                                              |
| Серебро | Зульфия Чиншанло                                                     | Тяжёлая атлетика            | Женщины, до 53 кг                                              |
| Серебро | Владислав Поляков                                                    | Плавание                    | Мужчины, 100 м брассом                                         |
| Серебро | Ислам Бозбаев                                                        | Дзюдо                       | Мужчины, до 81 кг                                              |

| Медаль | Спортсмен | Вид спорта                  | Дисциплина                                                       |
| ------ | --- | --------------------------- | ---------------------------------------------------------------- |
| Бронза | Максим Раков | Дзюдо                       | Мужчины, до 100 кг                                               |
| Бронза | Галия Ульментаева | Дзюдо                       | Женщины, до 78 кг                                                |
| Бронза | Гульжан Иссанова | Дзюдо                       | Женщины, свыше 78 кг                                             |
| Бронза | Дмитрий Гааг | Триатлон                    | Мужчины                                                          |
| Бронза | Аманда Баткалова Тимур намазбаев | Спортивные танцы            | Пары                                                             |
| Бронза | Юрий Юрков Виталий Довгун Игорь Пирекеев | Стрельба                    | Мужчины, винтовка, 50 м, командное первенство                    |
| Бронза | Андрей Гуров Рассим Мологлы Бахтияр Ибраев | Стрельба                    | Мужчины, винтовка, 10 м, движущаяся мишень, командное первенство |
| Бронза | Даурен Шауетеев | Тяжёлая атлетика            | Мужчины, до 77 кг                                                |
| Бронза | Сергей Истомин | Тяжёлая атлетика            | Мужчины, до 105 кг                                               |
| Бронза | Татьяна Хромова | Тяжёлая атлетика            | Женщины, до 75 кг                                                |
| Бронза | Мария Грабовецкая | Тяжёлая атлетика            | Женщины, свыше 75 кг                                             |
| Бронза | Станислав Валиев | Гимнастика                  | Мужчины, опорный прыжок                                          |
| Бронза | Ильдар Валеев | Гимнастика                  | Мужчины, брусья                                                  |
| Бронза | Арман Чилманов | Тхэквондо                   | Мужчины, свыше 87 кг                                             |
| Бронза | Гульнафиз Айтмухамбетова | Тхэквондо                   | Женщины, до 67 кг                                                |
| Бронза | Станислав Осинский Владислав Поляков Федор Шкилёв Станислав Кузьмин | Плавание                    | Мужчины, эстафета 4×100 м комплексным плаванием                  |
| Бронза | Екатерина Артемьева Мария Филимонова Оксана Назарова Светлана Германович | Академическая гребля        | Женщины, четвёрки                                                |
| Бронза | Марат Каришалов | Греко-римская борьба        | Мужчины, до 55 кг                                                |
| Бронза | Алхазур Оздиев | Греко-римская борьба        | Мужчины, до 84 кг                                                |
| Бронза | Даурен Жумагазиев | Вольная борьба              | Мужчины, до 60 кг                                                |
| Бронза | Леонид Спиридонов | Вольная борьба              | Мужчины, до 66 кг                                                |
| Бронза | Ермек Байдуашов | Вольная борьба              | Мужчины, до 84 кг                                                |
| Бронза | Айым Абдильдина | Вольная борьба              | Женщины, до 84 кг                                                |
| Бронза | Гюзель Манюрова | Вольная борьба              | Женщины, до 72 кг                                                |
| Бронза | Тамара Почекутова Юлия Живица А.Бектурганова Анастасия Гиматдинова | Фехтование                  | Женщины, сабля, командное первенство                             |
| Бронза | Евгений Фролов Ерали Тиленшиев Жансерик Турлыбеков | Фехтование                  | Мужчины, сабля, командное первенство                             |
| Бронза | Сборная Айгерим Анарбаева Айгерим Исаева Айнур Керей Татьяна Кухарская Анна Кулькина Айсулу Наурызбаева Александра Немич Екатерина Немич Амина Ермаханова Айгерим Жексембинова | Синхронное плавание         | Женщины, комбинация                                              |
| Бронза | Мария Масленко | Лёгкая атлетика             | Женщины, 400 м                                                   |
| Бронза | Анна Устинова | Лёгкая атлетика             | Женщины, прыжки в высоту                                         |
| Бронза | Виталий Цыкунов | Лёгкая атлетика             | Мужчины, прыжки в высоту                                         |
| Бронза | Анна Шондина Ксения Александрова Лада Джиенбаланова Галина Долгушина | Современное пятиборье       | Женщины, командное первенство                                    |
| Бронза | Саида Хасенова | Бокс                        | Женщины, до 60 кг                                                |
| Бронза | Данабек Сужанов | Бокс                        | Мужчины, до 75 кг                                                |
| Бронза | Халид Халидов | Каратэ                      | Мужчины, свыше 84 кг                                             |
| Бронза | Михаил Емельянов Тимофей Емельянов | Гребля на байдарках и каноэ | Мужчины, каноэ-двойка, 1000 м                                    |
| Бронза | Наталья Сергеева | Гребля на байдарках и каноэ | Женщины, байдарка-одиночка, 200 м                                |
| Бронза | Елена Подойникова Ирина Подойникова | Гребля на байдарках и каноэ | Женщины, байдарка-двойка, 500 м                                  |
| Бронза | Сборная | Волейбол                    | Женщины                                                          |